# 呂宋黏盲鰻
呂宋黏盲鰻，為盲鰻科黏盲鰻屬的其中一種。分布於西太平洋菲律賓海域，為深海底棲魚類，棲息深度在653至710公尺，體長可達37.3公分，棲息在沙泥底質海域，以海洋生物屍體為食，生活習性不明，沒有交配器官，性腺位於腹膜腔內。卵巢位於性腺的前部，睾丸位於性腺的後部。如果性腺的顱部發育，則動物成為雌性；如果性腺的尾部發生分化，則動物成為雄性。如果沒有發展，那麼動物就會變得不育，如果前部和後部都發育，則該動物成為功能性雌雄同體。 然而，雌雄同體被認為是功能性的需要通過更多的生殖研究來驗證。